# York Community Stadium
Das York Community Stadium (durch Sponsorvertrag offiziell LNER Community Stadium) ist ein Rugby- und Fußballstadion in der englischen Gemeinde Huntington, rund fünf Kilometer nordöstlich der Stadt York in der Grafschaft Yorkshire im Vereinigten Königreich. Das Sitzplatzstadion bietet 8500 Plätze. Es ist die neue Heimspielstätte des Fußballvereins York City und des Rugby-League-Clubs der York City Knights. York City trug seine Heimspiele im Bootham Crescent von 1932 aus. Die 2002 gegründeten York City Knights traten bis 2014 im Huntington Stadium an. Dieses wurde für den Neubau abgerissen. Ab 2016 teilte man sich Bootham Crescent mit York City.

## Geschichte
Im Sommer 1999 ging das vereinseigene Bootham Crescent des York City in eine Holding namens Bootham Crescent Holdings über. Dafür erhielt der Club vom Football Stadia Improvement Fund (FSIF) ein Darlehen von zwei Mio. £. Das Darlehen war an die Bedingung geknüpft, dass bis 2007 ein Grundstück für ein neues Stadion gefunden wird und bis 2009 eine detaillierte Baugenehmigung vorliegen musste, sonst hätten finanzielle Sanktionen gedroht. Mit Vorliegen der Pläne wäre das Darlehen in einen Zuschuss umgewandelt, um den Umzug finanziell zu unterstützen. 
Am 4. Dezember 2017 wurden, nach jahrelangen Verzögerungen, die Arbeiten auf dem Gelände aufgenommen. Ende Januar 2019 wurde bekannt, dass das York Community Stadium als eines der Stadien für die Rugby-League-Weltmeisterschaft 2021 ausgewählt wurde. Es sollten die sechs Spiele der Gruppe B des Frauen-Turniers mit Australien, Neuseeland, Frankreich und den Cookinseln sowie die beiden Halbfinalpartien in York ausgetragen werden. Am 26. November 2019 wurde genehmigte der Rat der City of York die Umbenennung in LNER Community Stadium, nach dem britischen Eisenbahnunternehmen London North Eastern Railway (LNER).
Im Dezember 2020 wurden die letzten Sicherheitsüberprüfungen getätigt und das Stadion als fertiggestellt erklärt. Die neue Spielstätte wurde an die Stadt und die Betreiber Greenwich Leisure Ltd. (GLL) übergeben. Am 21. Dezember des Jahres wurde das Stadion für die Öffentlichkeit zugänglich gemacht. Letzte Probleme mit dem Drainagesystem zur Entwässerung des Rasens verhinderten im Oktober den Start zur Saison 2020/21. Das City of York Council hatte die Finanzierung des Stadionbaus bereits 2008 zugesagt. Die Fertigstellung sollte 2012 erfolgen. Mit mehr als acht Jahren Verspätung ist das Community Stadium jetzt bezugsfertig.
Das erste Spiel im Stadion fand am 16. Februar 2021 statt. York City traf auf den AFC Fylde und unterlag mit 1:3. Im August 2021 wurde die Rugby-League-Weltmeisterschaft aufgrund der COVID-19-Pandemie auf Oktober/November 2022 neu angesetzt.

## Spiele der Rugby-League-Weltmeisterschaft der Frauen 2021
Das York Community Stadium war im November 2022 einer von fünf Austragungsorte des Frauenturniers der Rugby-League-Weltmeisterschaft 2021, dass gleichzeitig zu den Turnieren der Männer- und der Rollstuhl-Rugbymannschaften stattfand. Das Stadion beherbergte die Partien der Gruppe B und die beiden Halbfinalspiele.
- 02. Nov. 2022, Gruppe B:  Neuseeland –  Frankreich 46:0[9]
- 02. Nov. 2022, Gruppe B:  Australien –  Cookinseln 74:0[10]
- 06. Nov. 2022, Gruppe B:  Neuseeland –  Cookinseln 34:4[11]
- 06. Nov. 2022, Gruppe B:  Australien –  Frankreich 92:0[12]
- 10. Nov. 2022, Gruppe B:  Frankreich –  Cookinseln 18:26[13]
- 10. Nov. 2022, Gruppe B:  Australien –  Neuseeland 10:8[14]
- 14. Nov. 2022, Halbfinale:  Australien –  Papua-Neuguinea 82:0[15]
- 14. Nov. 2022, Halbfinale:  England –  Neuseeland 6:20[16]